# McNabb (Illinois)
McNabb est un village du comté de Putnam, en Illinois, aux États-Unis. Il est incorporé le 4 août 1959,. Lors du recensement de 2010, le village comptait une population de 285 habitants.

## Source de la traduction
- (en) Cet article est partiellement ou en totalité issu de l’article de Wikipédia en anglais intitulé « McNabb, Illinois » (voir la liste des auteurs).